# Diocesi di Egee

La diocesi di Egee (in latino Dioecesis Aegeaensis) è una sede soppressa del patriarcato di Antiochia e una sede titolare della Chiesa cattolica.

## Storia
Egee, corrispondente alla città di Yumurtalık (già Ayas), nel distretto omonimo in Turchia, è un'antica sede episcopale della provincia romana della Cilicia Seconda nella diocesi civile d'Oriente. Faceva parte del patriarcato di Antiochia ed era suffraganea dell'arcidiocesi di Anazarbo, come documentato da una Notitia episcopatuum datata alla seconda metà del VI secolo.
Il cristianesimo venne introdotto ad Egee almeno fin dal III secolo, come documenta la numerosa schiera di martiri ricordata dagli Acta Sanctorum e dai menologi greci; tra questi i più noti sono i santi medici Cosma e Damiano e san Zenobio, ricordato dalla tradizione greca come primo vescovo di Egee, che avrebbero subito il martirio all'epoca dell'imperatore Diocleziano, come attestato dal martirologio romano alle date del 27 settembre e del 30 ottobre.
Le fonti storiche ricordano diversi vescovi di questa antica sede episcopale. Il vescovo ariano Tarcodimanto partecipò al concilio di Nicea del 325. Patrofilo fu corrispondente di san Basilio Magno. Un anonimo vescovo fu avversario di san Giovanni Crisostomo. Eustazio, corrispondente di Teodoreto di Cirro, si fece rappresentare al concilio di Calcedonia del 451 dal metropolita Ciro di Anazarbo. Giulio (o Giuliano) venne espulso dalla sua sede dall'imperatore Giustino I nel 518 perché partigiano del monofisismo. Tommaso prese parte ad un sinodo celebratosi a Mopsuestia nel 550.
Dubbia invece è l'appartenenza di Pascasio, che fu tra i padri del concilio di Costantinopoli del 553, alla diocesi di Egee in Cilicia, come ritiene Le Quien; infatti gli editori degli Acta Conciliorum Oecumenicorum attribuiscono questo vescovo alla sede di Aegium in Acaia.. Non sono più noti vescovi greci dopo il VI secolo.
A partire dal XIII secolo la città portuale di Egee, nota con il nome armeno di Ayas, da cui l'italiano Laiazzo, era sede di una comunità veneziana e genovese, ciascuna dotata di una propria chiesa, San Marco e San Lorenzo; quest'ultima chiesa fu scelta da papa Giovanni XXII come cattedrale per gli arcivescovi latini di Mopsuestia, ma trovò l'opposizione dei genovesi. Inoltre Ayas fu sede di una diocesi armena, di cui sono noti i nomi di alcuni vescovi nel XIV secolo. La città cadde in mano ai Turchi nel 1367; di essa oggi non restano che rovine.
Dal XIX secolo Egee è annoverata tra le sedi vescovili titolari della Chiesa cattolica; la sede è vacante dal 31 gennaio 1967.

## Cronotassi

### Vescovi greci
- San Zenobio † (dopo il 285 - prima del 304)
  - Tarcodimanto † (menzionato nel 325) (vescovo ariano)
- Patrofilo † (all'epoca di Basilio Magno)
- Anonimo † (all'epoca di Giovanni Crisostomo)
- Eustazio † (menzionato nel 451)
  - Giulio o Giuliano † (? - 518 deposto) (vescovo monofisita)
- Tommaso † (menzionato nel 550)
- Pascasio ? † (menzionato nel 553)

### Vescovi titolari
I vescovi titolari del Settecento e dell'Ottocento, che Catholic Hierarchy attribuisce alla diocesi di Ege nella provincia romana di Asia, potrebbero appartenere a questa diocesi della Cilicia; i documenti pontifici infatti, nelle bolle di nomina, non fanno distinzioni fra queste due sedi titolari omonime. Inoltre gli Annuari Pontifici ottocenteschi conoscono solo la sede titolare di Egea in Cilicia, ma non quella omonima in Asia.
- Jacques-Victor-Marius Rouchouse, M.E.P. † (28 gennaio 1916 - 11 aprile 1946 nominato vescovo di Chengdu)
- John Joseph Wright † (10 maggio 1947 - 28 gennaio 1950 nominato vescovo di Worcester)
- Michel-Jules-Joseph-Marie Bernard, C.S.Sp. † (12 marzo 1950 - 14 settembre 1955 nominato arcivescovo di Brazzaville)
- Francisco de Borja Valenzuela Ríos † (24 maggio 1956 - 20 agosto 1957 nominato vescovo di Antofagasta)
- José Joaquim Ribeiro † (30 novembre 1957 - 31 gennaio 1967 succeduto vescovo di Dili)